# Jonathan Walker
Pour les articles homonymes, voir Walker.
Jonathan Walker, né en 1799 à Cap Cod et mort le 1er mai 1878 près de Norton Shores, est un abolitionniste américain.

## Biographie

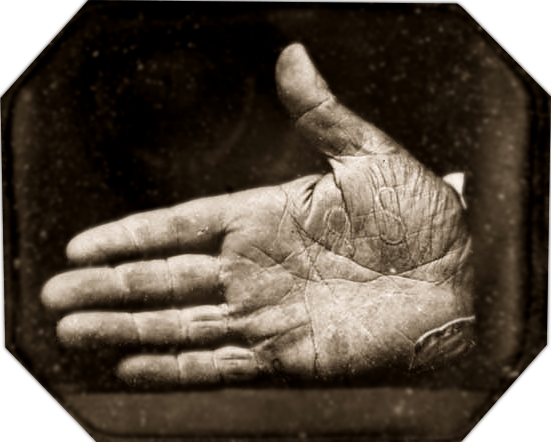
Daguerréotype par Southworth & Hawes de la main droite de Jonathan Walker.

Il est devenu un héros national en 1844 lorsqu'il fut jugé et condamné pour « vol d'esclaves » alors qu'il aide sept esclaves s'étant enfuis pour retrouver leur liberté.
Sur sa main, le gouvernement fédéral des États-Unis lui avait fait marquer au fer rouge les initiales « S S » pour Slave Stealer (« voleur d'esclave »). Ceci lui vaudra le surnom de The Man with the Branded Hand. John Greenleaf Whittier en fera un poème.